# Acrocercops penographa
Acrocercops penographa là một loài bướm đêm thuộc họ Gracillariidae. Nó được tìm thấy ở Queensland.